# محمد رضا بومشرا
محمد رضا بومشرا (ولد في 3 يونيو / حزيران 1997 في وهران) هو لاعب كرة قدم جزائري يلعب في الرابطة الجزائرية المحترفة الأولى مع نادي اتحاد الجزائر. يلعب باعتباره لاعب خط وسط.

## مع النادي
في صيف عام 2016 ، وقع عقدا لمدة أربع سنوات مع اتحاد الجزائر.

## وصلات خارجية
- محمد رضا بومشرا على موقع قاعدة بيانات كرة القدم.إي يو (الإنجليزية)
- محمد رضا بومشرا على موقع Soccerway.com (الإنجليزية)